# Arroyo Culebro (stanice metra v Madridu)
Arroyo Culebro (plným názvem španělsky Estación de Arroyo Culebro; doslovně přeloženo jako „Plazí potok“) je stanice metra v Madridu, která se nachází v jižní aglomeraci města. Stanice má výstup do ulic Las Ciencias a Paseo Juan José Rosón ve městě Getafe.
Jedná se o stanici linky metra 12. Stanice je pojmenována podle čtvrti, ve které se nachází a potoka, který čtvrtí protéká.
Stanice vznikla v rámci výstavby linky 12 a byla otevřena 11. dubna 2003 zároveň s celou linkou. Stanice se nachází v tarifní zóně B1.

## Fotogalerie

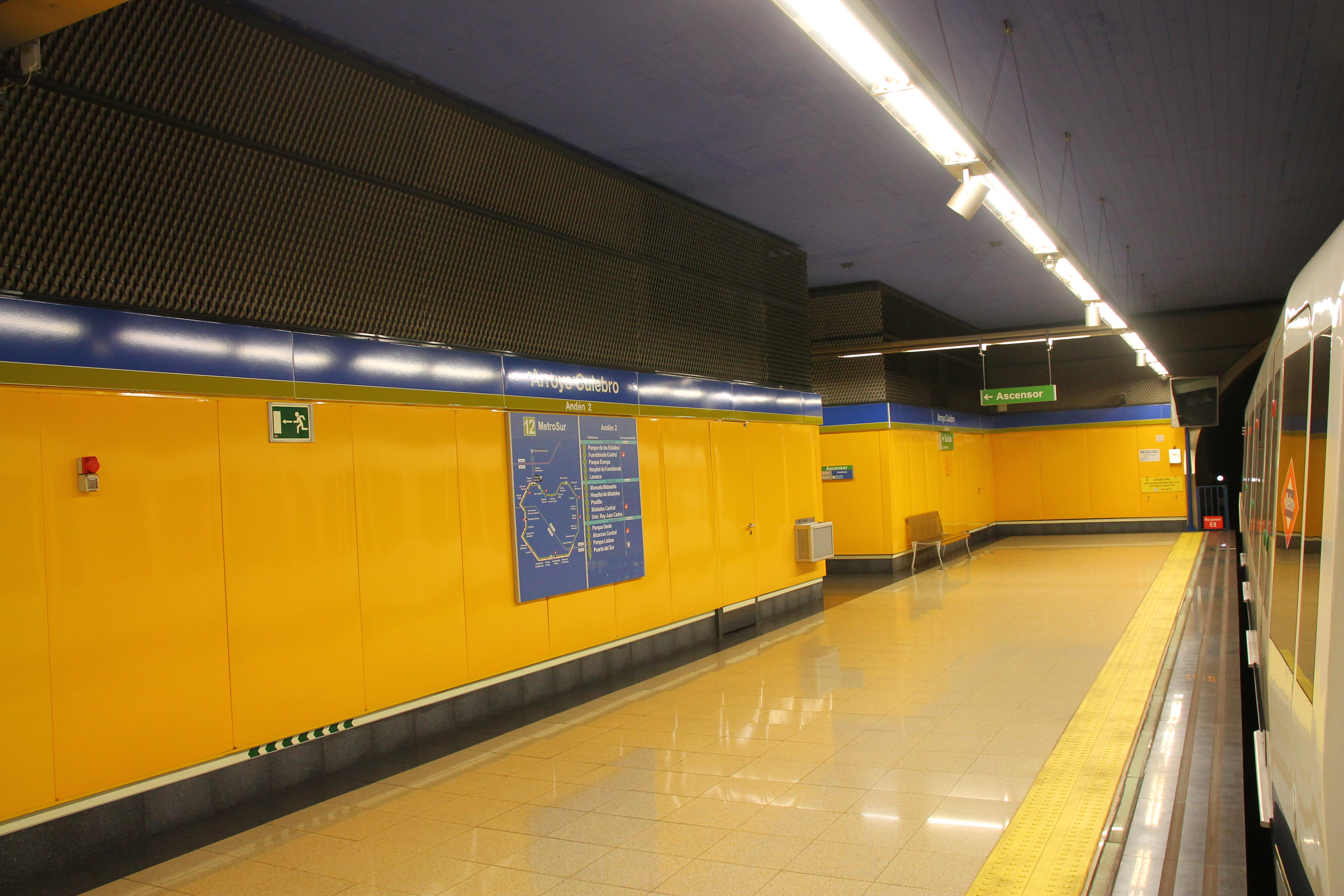
Nástupiště stanice
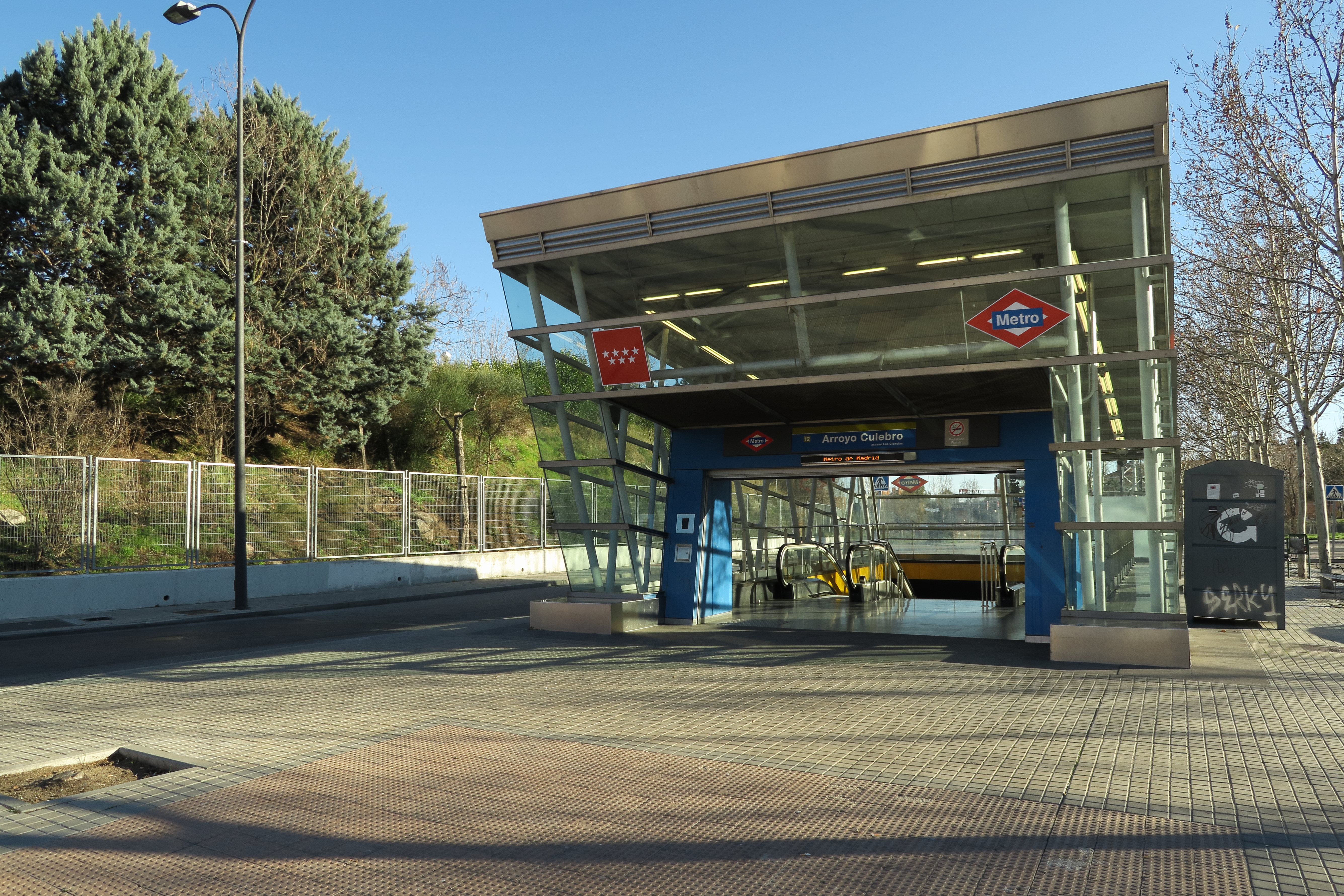
Vstup do stanice